# Ostatni brzeg (film 2000)
Ostatni brzeg (ang. On the Beach) – remake filmu z 1959 roku pod tym samym tytułem, zrealizowanym na podstawie powieści Nevila Shute’a. Film opowiada o świecie po globalnej wojnie jądrowej, gdzie jedynym miejscem nadającym się jeszcze do życia jest Australia, ale i do tego kontynentu zbliża się strefa skażonego radioaktywnie powietrza.

## Główne role
- Armand Assante – komandor Dwight Towers
- Rachel Ward – Moira Davidson
- Bryan Brown – dr Julian Osborne
- Jacqueline McKenzie – Mary Davidson Holmes
- Grant Bowler – porucznik Peter Holmes
- Joe Petruzzi – porucznik Tony Garcia
- Craig Beamer – Reid
- Jonathan Oldham – Parsons
- Trent Huen – Samuel Huynh
- Steve Bastoni – pierwszy oficer Neil Hirsch
- Rod Mullinar – admirał Jack Cunningham
- Allison Webber – Jenny Holmes
- Tieghan Webber – Jenny Holmes
- David Paterson – naczelnik Wawrzeniak
- Todd MacDonald – radiotelegrafista Giles
- Kevin Copeland – Bobby Swain

i inni. 

## Nagrody i nominacje
Złote Globy 2000
- Najlepszy miniserial lub film TV (nominacja)
- Najlepsza aktorka w miniserialu lub filmie TV - Rachel Ward (nominacja)